# Bentley Brooklands
O Bentley Brooklands é um sedan de porte grande topo de gama da Bentley durante 1992 e 1998.